# Frutillaria kuscheli
Frutillaria kuscheli är en tvåvingeart som beskrevs av Richards 1961. Frutillaria kuscheli ingår i släktet Frutillaria och familjen hoppflugor. Inga underarter finns listade i Catalogue of Life.